# Waldemar Breyer
Waldemar Breyer (* 1885; † 1965) war ein deutscher Verwaltungsbeamter.

## Leben
Waldemar Breyer studierte Rechtswissenschaften an der Eberhard Karls Universität Tübingen. 1906 wurde er Mitglied des Corps Suevia Tübingen. 1911 wurde er an der Universität Rostock zum Dr. iur. promoviert. Er trat in den preußischen Staatsdienst ein und legte 1914 das Regierungsassessor-Examen bei der Regierung in Frankfurt ab. Als Regierungsassessor bei der Regierung in Köslin wurde er 1919 zum Landrat des Kreises Rummelsburg i. Pom. ernannt. Das Amt hatte er bis 1932 inne. In der Folge war er Kammerdirektor. Als Reserveoffizier erreichte er den Dienstgrad Oberstleutnant. Zuletzt lebte er in Tübingen.